# Marcin Wojciechowski
Marcin Ryszard Wojciechowski (ur. 7 września 1975 w Warszawie) – polski dziennikarz, reżyser filmów dokumentalnych i dyplomata, rzecznik prasowy MSZ (2013–2015), chargé d’affaires RP w Białorusi (2020–2024).

## Życiorys
Absolwent VII Liceum Ogólnokształcącego im. Juliusza Słowackiego w Warszawie oraz Uniwersytetu Warszawskiego. Od 1998 pracował jako dziennikarz „Gazety Wyborczej”, był korespondentem wojennym na Bałkanach m.in. w trakcie interwencji NATO w Jugosławii. Pracował również jako korespondent w Kijowie i Moskwie. Zajął się także pracą nad filmami dokumentalnymi, m.in. jako reżyser produkcji filmów Za Niemen (1999) i Czekając na Minjan (1998), poświęconych głównie tematyce historyczno-społecznej, dziejom Polaków na Wschodzie i Żydów polskich. Jest również autorem artykułów opisujących relacje polsko-ukraińskie, w tym zagadnienia z okresu II wojny światowej oraz książki Pomarańczowy majdan. Był także członkiem rady (2011–2012) oraz wiceprezesem zarządu (2012–2013) Fundacji Solidarności Międzynarodowej.
W 2013 powołany na stanowisko rzecznika prasowego Ministerstwa Spraw Zagranicznych. W sierpniu 2015 został mianowany ambasadorem nadzwyczajnym i pełnomocnym RP na Ukrainie w miejsce Henryka Litwina. Nie objął jednak tego stanowiska, gdyż po zmianie rządu postanowienie o jego nominacji zostało uchylone w grudniu 2015. Podjął natomiast pracę na placówce w Mińsku jako radca odpowiedzialny za kontakty z mediami, a następnie jako zastępca ambasadora tamże. W październiku 2020, po ochłodzeniu relacji polsko-białoruskich i wezwaniu do Warszawy na konsultacje ambasadora Artura Michalskiego, Marcin Wojciechowski jako chargé d’affaires przejął kierownictwo placówki. W styczniu 2024 zakończył misję w Mińsku, po czym podjął pracę w centrali MSZ.

## Odznaczenia i wyróżnienia
W 2010 został laureatem Nagrody Pojednania Polsko-Ukraińskiego. W 2011 odznaczony ukraińskim Orderem „Za zasługi” III stopnia.

## Życie prywatne
Żonaty, ojciec trzech córek. Mówi w języku angielskim, francuskim, rosyjskim i ukraińskim.

## Publikacje książkowe
- Igor Klamkin, Lew Timofiejew, Szara strefa w Rosji, Marcin Wojciechowski (tłum.), Warszawa: Cyklady, 2003, ISBN 978-83-86859-74-0. Brak numerów stron w książce
- Marcin Wojciechowski, Pomarańczowy majdan, Warszawa: W.A.B., 2006 (Terra Incognita), ISBN 978-83-7414-187-1. Brak numerów stron w książce
- Adam Daniel Rotfeld, Marcin Wojciechowski, W cieniu: 12 rozmów z Marcinem Wojciechowskim, Teresa Torańska, Warszawa: Agora, Polski Instytut Spraw Międzynarodowych, 2012, ISBN 978-83-268-0684-1. Brak numerów stron w książce
- Marcin Wojciechowski, Europejski wybór Białorusi: stracona szansa?, Warszawa: Polski Instytut Spraw Międzynarodowych, 2024, ISBN 978-83-67487-82-5. Brak numerów stron w książce